# Звільнення Джеймса Комі

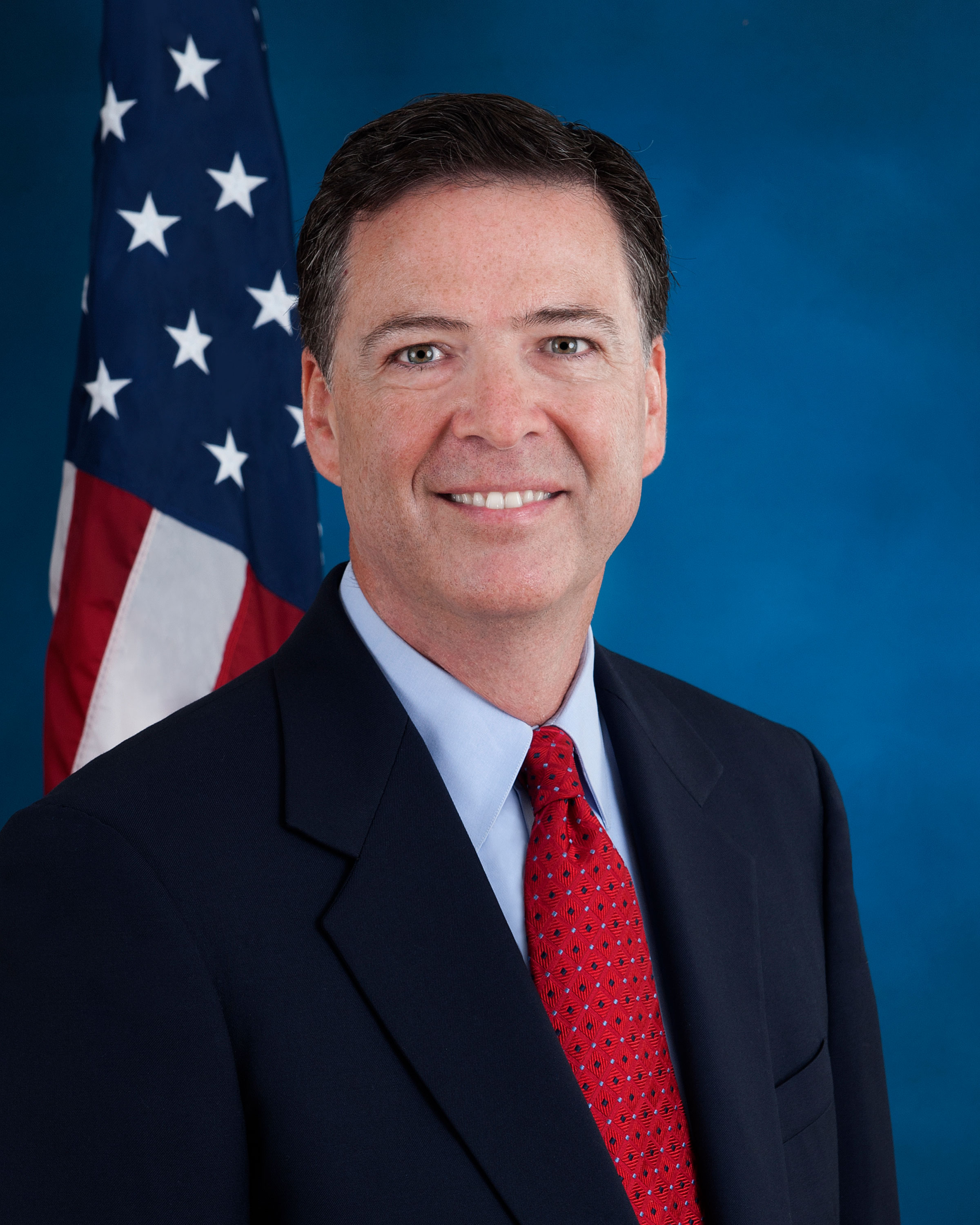
Офіційний портрет Джеймса Комі

У вівторок 9 травня 2017 року президент США Дональд Трамп звільнив директора Федерального Бюро Розслідувань Джеймса Комі із займаної посади.

## Хронологія подій
Джеймс Комі був призначений керівником відомства президентом Бараком Обамою у 2013 році. За час перебування на посаді Комі постійно наголошував на необхідності бути незалежним від політики і уникати «політичних вітрів». Однак починаючи з 2015 року Бюро вплуталося в ряд розслідувань, які в майбутньому здійснили суттєвий вплив на президентські вибори 2016. Так у березні 2015 року ФБР відкрило справу стосовно недобросовісного використання приватного серверу електронної пошти Гілларі Клінтон у своїй роботі роботі як державний секретар США. ФБР почало розслідування, щоб визначити, чи були порушені Клінтон закони і чи не становило це загрозу для національної безпеки країни. У липні 2016 року Джеймс Комі оголосив, що він не рекомендує, аби проти Клінтон були висунуті будь-які звинувачення. Таке рішення відразу викликало засудження серед республіканських лідерів і кандидатів у президенти, зокрема Дональда Трампа. В кінці жовтня 2016 року, ФБР поновило розслідування через появу додаткових документів. Проте вже через два тижні Комі оголосив, що ніякої нової інформації виявлено не було, і розслідування знову було закрито.
Після обрання Трампа президентом Джеймс Комі залишився на займаній посаді. В останні місяці керівник відомства перебував під громадським і політичним тиском, оскільки ФБР вело розслідування «делікатних» розслідувань щодо електронного листування Гілларі Кінтон і факти втручання Росії у президентські вибори у США 2016 року. Бюро перевіряло також і потенційні зв'язки штабу самого Дональда Трампа з російським керівництвом впродовж виборчої кампанії. 
Про своє звільнення Джеймс Комі довідався з новин, виступаючи перед співробітниками ФБР в Лос-Анджелесі у рамках робочого візиту. Цим самим він припинив виконання своїх обов'язків через 4 роки після призначення, повний термін повноважень повинен був сплинути тільки у вересні 2023. Тимчасовим виконувачем обов'язків голови ФБР став Ендрю МакКейб, який до цього працював його заступником.
Трамп повідомив Комі про звільнення у вигляді листа, в якому американський очільник виклав причини свого неочікуваного рішення. За словами президента, він керувався рекомендаціями генерального прокурора Джеффа Сешнса. На відставці також наполягав й заступник генпрокурора Род Розенштайн. Останній після зустрічі з президентом написав меморандум з вимогою звільнення Джеймса Комі через «серйозні порушення», допущені в ході розслідування справи про електронне листування Гілларі Клінтон. Таким чином офіційною причиною є незадовільна і неефективна робота на пості глави відомства. Офіційні особи Білого дому заявили, що Трамп не мав ніяких політичних мотивів, звільняючи його. У своєму листі до Комі президент також написав, що директор ФБР тричі інформував Трампа, що проти нього розслідування не ведеться. За словами президента, два рази він ставив це питання по телефону, ще один раз — під час спільної вечері.
Після підписання суперечливого указу Трамп заявив, що він ще з моменту обрання розглядав можливість звільнення Джеймса Комі, відчуваючи «падіння довіри» до нього через «неналежне виконання роботи». Такі виправдання були піддані гострій критиці з боку деяких демократів і політичних коментаторів, тому Трамп пізніше спробував пояснити своє рішення тим, що при Комі в ФБР був справжній бардак і обізвав звільненого «самопіарником» (showboat) й «позером» (grandstander).
Згодом американський президент зазначив, що збирався його звільнити «незалежно від будь-якої рекомендації» від Міністерства юстиції США, але ніколи не просив Комі закривати розслідування щодо Росії. Комі підтвердив, що Трамп справді не втручався у дану справу. В той же час глава держави в своєму «Твіттері» послідовно називає усі звинувачення про свої зв'язки з російським урядом фальшивками, а саме розслідування — «фарсом на гроші платників податків». Під час зустрічі 10 травня з двома російськими офіційними особами газета «Нью-Йорк Таймс» повідомила, що на зустрічі з Лавровим Трамп хвалився про звільнення Комі, назвавши це «божевільною, але справжньою роботою» й добавив, що «зіткнувся з великим тиском через Росію. Але тепер з цим покінчено».
Джеймс Комі підтвердив, що Трамп під час особистої зустрічі в січні 2017 року вимагав від нього «лояльності». Це саме колишній директор ФБР розповів і під час публічних слухань сенатського комітету з розвідки. 16 травня The New York Times повідомила про існування спеціальної записки, написаної Комі в лютому 2017 після розмови з американським президентом, в якій описуються спроби Трампа переконати Комі перервати розслідування ФБР щодо Майкла Флінна. Як відомо, генерал Флінн був змушений піти у відставку з посади радника президента у зв'язку з протизаконними контактами з послом Росії Сергієм Кисляком. В телефонній розмові з Комі від 30 березня американський президент заявив, що «російське розслідування» — це «хмара», яка заважає йому діяти від імені США і «укладати угоди для країни».
Відставка Джеймса Комі є спірною, деякі політики навіть порівняли її зі звільненням президентом Річардом Ніксоном спеціального прокурора Арчибальда Кокса під час Вотергейтського скандалу. Проте на відміну від дій Ніксона, вчинок Трампа, при всій своїй незвичайності і дискусійності, не є порушенням закону. На думку ряду професорів права, політології та історії, рішення президента «дестабілізує демократичні норми і верховенство закону» в США. 17 травня заступник генерального прокурора США Род Розенштайн призначив колишнього прокурора ФБР Роберта Мюллера незалежним радником по розслідуванню щодо російського втручання у вибори.